# Oh ! Rosalinda !
Pour plus de détails, voir Fiche technique et Distribution.
Oh ! Rosalinda ! est un film britannique réalisé par Michael Powell et Emeric Pressburger, sorti en 1955.

## Synopsis
Comédie inspirée de l'opérette Die Fledermaus (La Chauve-Souris) de Johann Strauss, l'action se passant à Vienne en 1955.

## Fiche technique
- Titre original : Oh... Rosalinda!!
- Titre français : Oh ! Rosalinda !
- Réalisation : Michael Powell et Emeric Pressburger
- Scénario : Michael Powell et Emeric Pressburger, d'après Die Fledermaus (La Chauve-Souris) de Johann Strauss
- Direction artistique : Hein Heckroth
- Costumes de Ludmila Tcherina : Jean Desse de Paris
- Photographie : Christopher Challis
- Son : Les Hammond, Herbert Janeczka
- Montage : Reginald Mills
- Musique : Johann Strauss
- Lyrics : Dennis Arundell
- Direction musicale : Frederick Lewis
- Chorégraphie  : Alfred Rodrigues
- Production : Michael Powell, Emeric Pressburger
- Production associée : Sydney S. Streeter
- Société de production : Associated British Picture Corporation, The Archers
- Société de distribution : Associated British-Pathé
- Pays de production :  Royaume-Uni
- Langue originale : anglais
- Format : couleur (Technicolor) — 35 mm — 2,35:1 (CinemaScope) —  son Mono
- Genre : Comédie dramatique et film musical
- Durée : 101 minutes
- Dates de sortie :
  - Royaume-Uni :21 novembre 1955
  - France : 15 août 1956
- Affiche : Jean Mascii (France)

## Distribution
- Anthony Quayle : Général Orlovsky
- Anton Walbrook : Dr Falke (doublé pour le chant par Walter Berry)
- Dennis Price : Major Frank (doublé pour le chant par Dennis Dowling)
- Ludmila Tcherina : Rosalinda (doublée pour le chant par Sari Barabas)
- Michael Redgrave : Colonel Eisenstein
- Mel Ferrer : Capitaine Alfred Westerman (doublé pour le chant par Alexander Young)
- Anneliese Rothenberger : Adele
- Oskar Sima : Frosch
- Richard Marner : Colonel Lebotov
- Nicholas Bruce : le réceptionniste de l'hôtel
- Arthur Mullard : garde russe

## Bande originale
- Musique interprétée par l'orchestre symphonique de Vienne (Wiener Symphoniker)